# 松田美菜
松田 美菜（まつだ みな）は、日本の女性声優。「松田美奈」と誤記されることもある。主にアダルトゲームに声をあてている。

## 出演作品
太字は主役・メインキャラクター

### アダルトゲーム

#### 2002年
- エッチなバニーさんは嫌い? 2（市川 純香）
- Cage 〜囚われの記録〜（神奈木 鳴美）
- 隷嬢キャスター2（流咲 沙夜）
- 巫女神あばんちゅ〜る（如月 彩乃）
- PigeonBlood（カオルコ）

#### 2003年
- Grope 〜闇の中の小鳥たち〜（香村 小百合）
- 浸蝕アダルトゲーム浸蝕（北川 紅葉）
- 尽くして雀（月野 真紀）

#### 2005年
- MiMi（真夜）
- 群青の空を越えて（萩野真優、一条貴子）

#### 2007年
- 聖なるかな -The Spirit of Eternity Sword 2-（イャガ）

#### 2008年
- キスより甘くて深いもの（弓削 美智子）

#### 2009年
- プリティ☆ウィッチ☆アカデミー! （マリアンヌ）

#### 2012年
- 恋色マリアージュ（琴城 菖蒲[1]）出典

2（18歳未満閲覧禁止のサイトを含みます
2017年
・漆黒のシャガ(畳姫)